# LEVC TX
LEVC TX är en taxibil, tillverkad av kinesiska Geelys brittiska dotterbolag London EV Company sedan 2017.
LEVC TX är en elbil med räckviddsförlängare, så kallad seriehybrid, anpassad till Transport for Londons regelverk som kräver att alla taxibilar i London registrerade från den 1 januari 2018 ska generera nollutsläpp. Bilen drivs av en elmotor på bakaxeln. Under motorhuven sitter en trecylindrig VEA-motor på 81 hk från likaledes Geelyägda Volvo Personvagnar. Förbränningsmotorn driver en generator som laddar ett batteripack på 33 kWh. För att uppfylla kraven på nollutsläpp laddas batterierna istället via laddstolpe. Räckvidden med batteridrift uppges vara 130 km. Med räckviddsförlängaren utökas detta till 600 km.